# Evangelische Stiftung Christopherushof
Die Evangelische Stiftung Christopherushof ist eine kirchliche Stiftung mit dem ursprünglichen Sitz Altengesees. Die 1928 zur Unterstützung für Menschen mit Behinderung gegründete Stiftung, kümmert sich heute thüringenweit sowohl um Menschen mit Behinderungen, als auch um Alte und Hilfebedürftige.

## Geschichte
Die Evangelische Stiftung Christopherushof ist hervorgegangen aus dem 1862 gegründeten Verein zur Rettung sittlich gefährdeter Kinder im Großherzogtum Sachsen-Weimar-Eisenach. Sie wurde 1928 in eine Stiftung umgewandelt und engagiert sich seitdem für Menschen mit Behinderungen. 1998 verschmolzen die Stiftungen Johanneshof Quittelsdorf und Anna-Luisen-Stift Bad Blankenburg mit der Evangelischen Stiftung Christopherushof. Das Zusammengehen dient der Bündelung der Kräfte und dem verbesserten Einsatz für Menschen mit Behinderungen. Die Evangelische Stiftung Christopherushof ist Gesellschafterin der Diakoniestiftung Weimar Bad Lobenstein gGmbH und Trägerin der Fürstin-Anna-Luisen-Schule Bad Blankenburg.
Im Jahr 1928 entstand in Altengesees ein Heim für schwererziehbare Jungen. Ab 1945 wurde dieses Erziehungsheim für schwer erziehbare Jungen langsam in ein Pflegeheim für geistig behinderte Jungen umgewandelt. Die Aufnahme der Schalsteinproduktion erfolgte in Altengesees im Jahr 1970. Finanziert durch die Gewinne der Schalsteinproduktion konnte ein neues Sozialgebäude gebaut und 1978 eingeweiht werden. Zur Unterbringung der behinderten Menschen wurde 1984 mit dem Bau eines neuen Wohnhauses begonnen, welches in vollständiger Eigenleistung der Heimbewohner, Handwerker und Mitarbeiter des Christopherushofes errichtet und im Jahr 1990 bezogen wurde. Im Jahr 1988 erhielt die Einrichtung den Namen "Christopherushof". Um die anstehenden Aufgaben besser bewältigen zu können, fusionieren im Jahr 1998 das Anna-Luisen-Stift Bad Blankenburg, der Christopherushof Altengesees und der Johanneshof Quittelsdorf zur Evangelischen Stiftung Christopherushof. 2001 bilden die Evangelische Stiftung Christopherushof und das Michaelisstift Gefell einen Verbund. Im Jahr 2009 ward ein Großteil der diakonischen Aufgaben der Evangelischen Stiftung Christopherushof, des Michaelisstiftes Gefell und der Stiftung Sophienhaus Weimar in der Diakoniestiftung Weimar Bad Lobenstein gGmbH zusammengeführt.

## Stiftungsrat
Der Stiftungsrat besteht aus sieben bis zehn ehrenamtlich tätigen Mitgliedern, die nicht im Dienst der Evangelischen Stiftung Christopherushof stehen.
- Henrich Herbst (Vorsitzender), Superintendent des Kirchenkreises Weimar
- Markus Enders (Stv. Vorsitzender), Bankfachwirt
- Rosmarie Grunert, Leiterin Ev. Krankenpflegeschule am SHK Weimar
- Ulrike Köppel, Geschäftsführerin der Weimar GmbH
- Michael Modde, Bürgermeister der Stadt Pößneck
- Hardy Rylke, Geschäftsführender Pfarrer der Kirchengemeinde Weimar
- Georg Schaudt, Rechtsanwalt
- Friederike Spengler, Regionalbischöfin des Propsteisprengels Gera-Weimar
- Michael Wegner, Superintendent des Kirchenkreises Rudolstadt-Saalfeld
- Stefan Wolf, Bürgermeister a. D. der Stadt Weimar

## Vorstand
- Klaus Scholtissek, Vorstandsvorsitzender (und Geschäftsführer der Diakoniestiftung Weimar Bad Lobenstein)
- Ramón Seliger, Stv. Vorstandsvorsitzender
- Rainer Neumer, Vorstand

## Förderverein
Bei der Erfüllung ihrer Aufgaben wird die Evangelische Stiftung Christopherushof unterstützt durch den Förderverein Christopherus Altengesees.